# Bangladeš (izraz)
Bangladeš je slabšalni ljudski izraz, ki označuje predel (mestni predel, gostilno oz. bar, podjetje, itd.), kjer je prisotna večja stopnja kriminala.
Primerjalno: 
dobil je službo v Bangladešu;
stanuje v Bangladešu.